# Lillstenträsket
Lillstenträsket är en sjö i Sorsele kommun i Lappland och ingår i Umeälvens huvudavrinningsområde. Sjön har en area på 0,233 kvadratkilometer och ligger 564,1 meter över havet. Lillstenträsket ligger i Vindelfjällen Natura 2000-område. Sjön avvattnas av vattendraget Låktabäcken.

## Delavrinningsområde
Lillstenträsket ingår i det delavrinningsområde (729060-154924) som SMHI kallar för Inloppet i Nedre Låktaträsket. Medelhöjden är 560 meter över havet och ytan är 25,53 kvadratkilometer. Räknas de 5 avrinningsområdena uppströms in blir den ackumulerade arean 51,98 kvadratkilometer. Låktabäcken som avvattnar avrinningsområdet har biflödesordning 3, vilket innebär att vattnet flödar genom totalt 3 vattendrag innan det når havet efter 356 kilometer. Avrinningsområdet består mestadels av skog (93 procent). Avrinningsområdet har 1,61 kvadratkilometer vattenytor vilket ger det en sjöprocent på 6,3 procent.